# Штрковец
Штрковец (слч. Štrkovec) насељено је мјесто са административним статусом сеоске општине (слч. obec) у округу Римавска Собота, у Банскобистричком крају, Словачка Република.

## Становништво
| Година:    | 1994. | 2004.   | 2014.   | 2024.   |
| ---------- | ----- | ------- | ------- | ------- |
| Број људи: | 356   | 352     | 382     | 368     |
| Разлика:   |       | -1,12 % | +8,52 % | -3,66 % |

| Година:    | 2023. | 2024.   |
| ---------- | ----- | ------- |
| Број људи: | 377   | 368     |
| Разлика:   |       | -2,38 % |

Према подацима о броју становника из 2011. године насеље је имало 380 становника.